# Takaishi
Takaishi (高石市?) è una città giapponese della prefettura di Ōsaka.